# .gr
.gr је највиши Интернет домен државних кодова (ccTLD) за Грчку.